# باتری روی-هوا

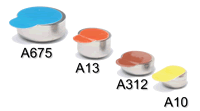
چند نمونه باتری روی-هوا

باتری‌های روی-هوا (به انگلیسی: Zinc–air battery) گونه‌ای از باتری‌های اولیه هستند که در آن از واکنش فلز روی با اکسیژن هوا، جریان الکتریکی تولید می‌شود. این سلول الکتروشیمیایی فلز–هوا با نام پیل سوختی روی-هوا نیز معروف است که به صورت مکانیکی قابل شارژ است. ولتاژ اسمی تولیدی این پیل ۱٫۶۵ ولت است.
باتری روی - هوا (غیر قابل شارژ)، و سلولهای سوخت روی - هوا (قابل شارژ مکانیکی) باتری های هوای فلزی هستند که با اکسیداسیون روی با اکسیژن هوا تأمین می شوند. این باتری ها چگالی انرژی بالایی دارند و تولید آنها نسبتاً ارزان است. اندازه ها از سلول های دکمه ای بسیار کوچک برای سمعک، باتری های بزرگتر استفاده شده در دوربین های فیلمبرداری که قبلاً از باتری های جیوه استفاده می کردند، تا باتری های بسیار بزرگ که برای پیشرانه خودروهای الکتریکی و ذخیره انرژی در مقیاس شبکه استفاده می شود، متغیر است.

باتری سمعک روی - هوا

در هنگام تخلیه، توده ای از ذرات روی آند متخلخل تشکیل می دهد که با الکترولیت اشباع می شود. اکسیژن هوا در کاتد واکنش داده و یون های هیدروکسیلی را تشکیل می دهد که به درون خمیر روی مهاجرت کرده و روی تشکیل می دهند (Zn(OH)2−4)
الکترونها را آزاد می کند تا به کاتد بروند. روی به اکسید روی تبدیل می شود و آب به الکترولیت برمی گردد. آب و هیدروکسیل آند در کاتد بازیافت می شود، بنابراین آب مصرف نمی شود. این واکنش ها 1.65 ولت نظری تولید می کنند، اما این در سلول های موجود به 1.35-1.4 ولت کاهش می یابد.
باتری های روی و هوا دارای برخی از خصوصیات سلول های سوختی و همچنین باتری ها هستند: روی سوخت است، می توان با تغییر جریان هوا میزان واکنش را کنترل کرد و خمیر روی / الکترولیت اکسید شده را می توان با خمیر تازه جایگزین کرد.
از باتری های روی - هوا می توان برای جایگزینی باتری های 1.35 ولت جیوه ای متوقف شده استفاده کرد (البته با عمر بسیار کمتری) ، که در دهه های 1970 تا 1980 معمولاً در دوربین های عکس و سمعک استفاده می شدند.
کاربردهای احتمالی این باتری در آینده می تواند شامل استفاده از آن به عنوان باتری وسیله نقلیه الکتریکی و سیستم ذخیره انرژی در مقیاس کمکی باشد.
- تاریخچه
اثر اکسیژن در اوایل قرن نوزدهم هنگامی شناخته شد که باتری های سلول مرطوب Leclanche اکسیژن اتمسفر را به داخل جمع کننده جریان کاتد کربن جذب می کنند. در سال 1878، یک الکترود متخلخل پلاتینه هوا با کربن و همچنین دی اکسید منگنز  (MnO2)   پیدا شد.
سلول Leclanche ساخت محصولات تجاری با این اصل در سال 1932 آغاز شد، زمانی كه جورج دبلیز هیز و اروین ا. شوماخر از شركت ملی كربن سلولهایی را ساختند ، برای جلوگیری از جاری شدن سیل، الکترودهای کربن را با موم درمان می کردند. این نوع هنوز هم برای سلولهای بزرگ روی - هوا برای کمک به ناوبری و حمل و نقل ریلی استفاده می شود. با این حال، ظرفیت فعلی کم است و سلولها حجیم هستند.

سلولهای اصلی روی - هوای بزرگ مانند توماس A. Edison Industries Carbonaire برای سیگنالینگ راه آهن، سایتهای ارتباطی از راه دور و شناورهای ناوبری استفاده شد. اینها برنامه های طولانی مدت و کم سرعت بودند. توسعه الکترودهای نازک در دهه 1970 بر اساس تحقیقات سلول سوختی اجازه استفاده از دکمه های کوچک و سلولهای منشوری اولیه را برای سمعک ها، پیجرها و دستگاه های پزشکی به ویژه تله متری قلب داد. 

2- فرمول های واکنش
آند: Zn + 4OH− → Zn(OH)42− + 2e− (E0 = －1.25 V)
مایع: Zn(OH)42− → ZnO + H2O + 2OH−
کاتد: 1/2 O2 + H2O + 2e− → 2OH− (E0 = 0.34 V pH＝11)
کل: 2Zn + O2 → 2ZnO (E0 = 1.59 V)
از باتری روی و هوا نمی توان در نگهدارنده باتری مهر و موم شده استفاده کرد، زیرا مقداری هوا باید وارد شود. اکسیژن موجود در 1 لیتر هوا برای هر آمپر ساعت ظرفیت مورد نیاز است.

چگالی ذخیره سازی

باتری روی و هوا دارای چگالی انرژی بالاتری نسبت به بسیاری از انواع دیگر باتری ها هستند زیرا هوای جوی یکی از واکنش دهنده های باتری است، در مقایسه با انواع باتری که به ماده ای مانند دی اکسید منگنز در ترکیب با روی نیاز دارد. تراکم انرژی، هنگامی که با وزن (جرم) اندازه گیری می شود، به عنوان انرژی خاص شناخته می شود. جدول زیر محاسبه انرژی خاص برای یک باتری روی و هوا و چندین باتری شیمیایی مختلف دیگر را نشان می دهد.

ذخیره سازی و عمر مفید
سلولهای روی - هوا در صورت آب بندی برای نگه داشتن هوا از ماندگاری بالایی برخوردار هستند. حتی اگر مهر و موم آنها برداشته نشود، سلول های دکمه ای مینیاتوری را می توان تا 3 سال در دمای اتاق با از دست دادن ظرفیت کمی ذخیره کرد. سلولهای صنعتی ذخیره شده در حالت خشک، ماندگاری نامحدودی دارند.

عمر عملی یک سلول روی - هوا عملکرد مهمی در تعامل آن با محیط آن است. الکترولیت در شرایط دمای بالا و رطوبت کم ، آب را با سرعت بیشتری از دست می دهد. از آنجا که الکترولیت هیدروکسید پتاسیم ملایم است، در شرایط بسیار مرطوب آب اضافی در سلول جمع می شود و باعث کدر شدن کاتد و از بین رفتن خصوصیات فعال آن می شود. هیدروکسید پتاسیم همچنین با دی اکسید کربن اتمسفر واکنش می دهد. تشکیل کربنات در نهایت رسانایی الکترولیت را کاهش می دهد. سلولهای مینیاتوری پس از باز شدن در هوا، خود تخلیه زیادی دارند. ظرفیت سلول در نظر گرفته شده است که ظرف چند هفته استفاده شود. 